# 上海海鸥照相机

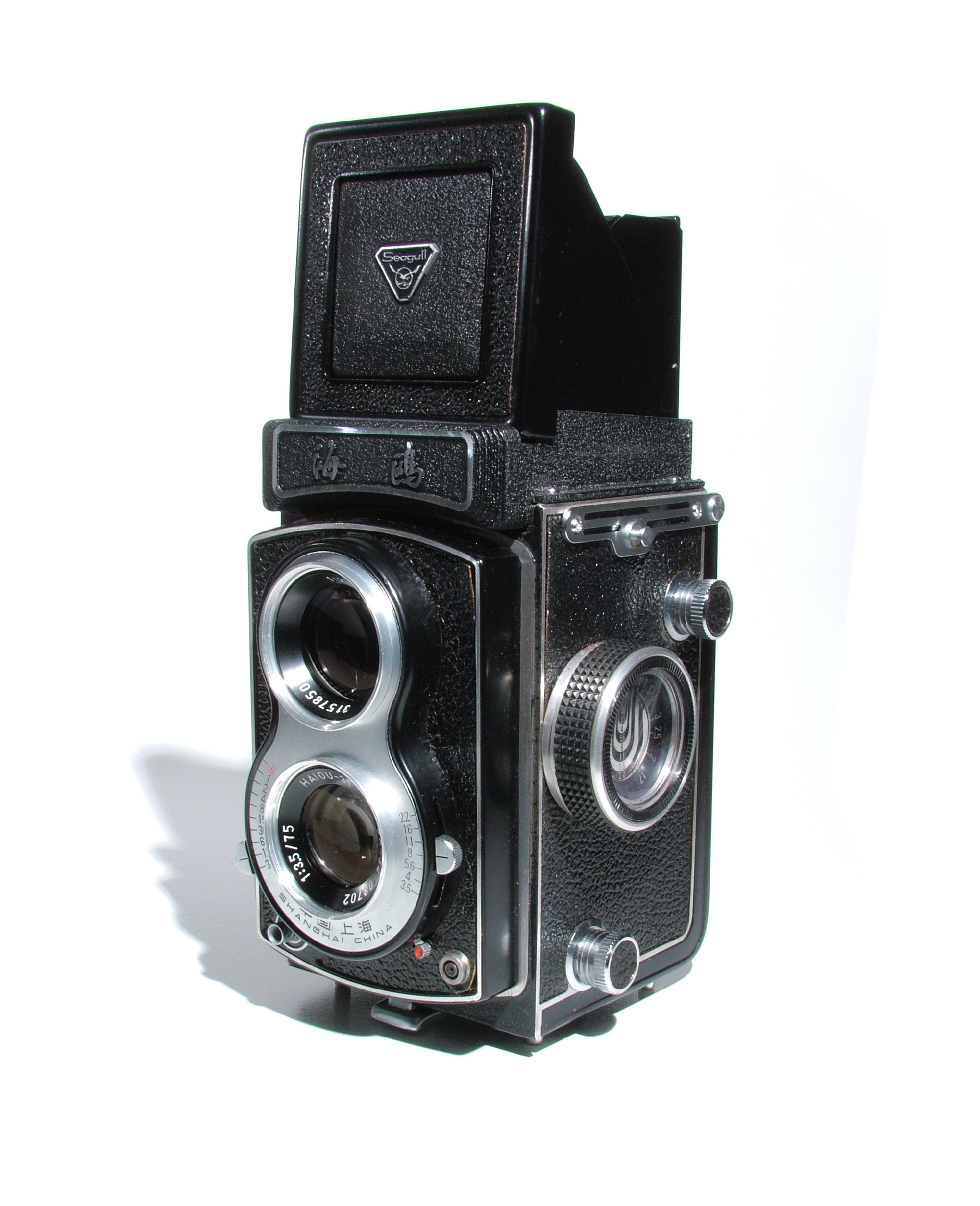
海鸥4A双反相机

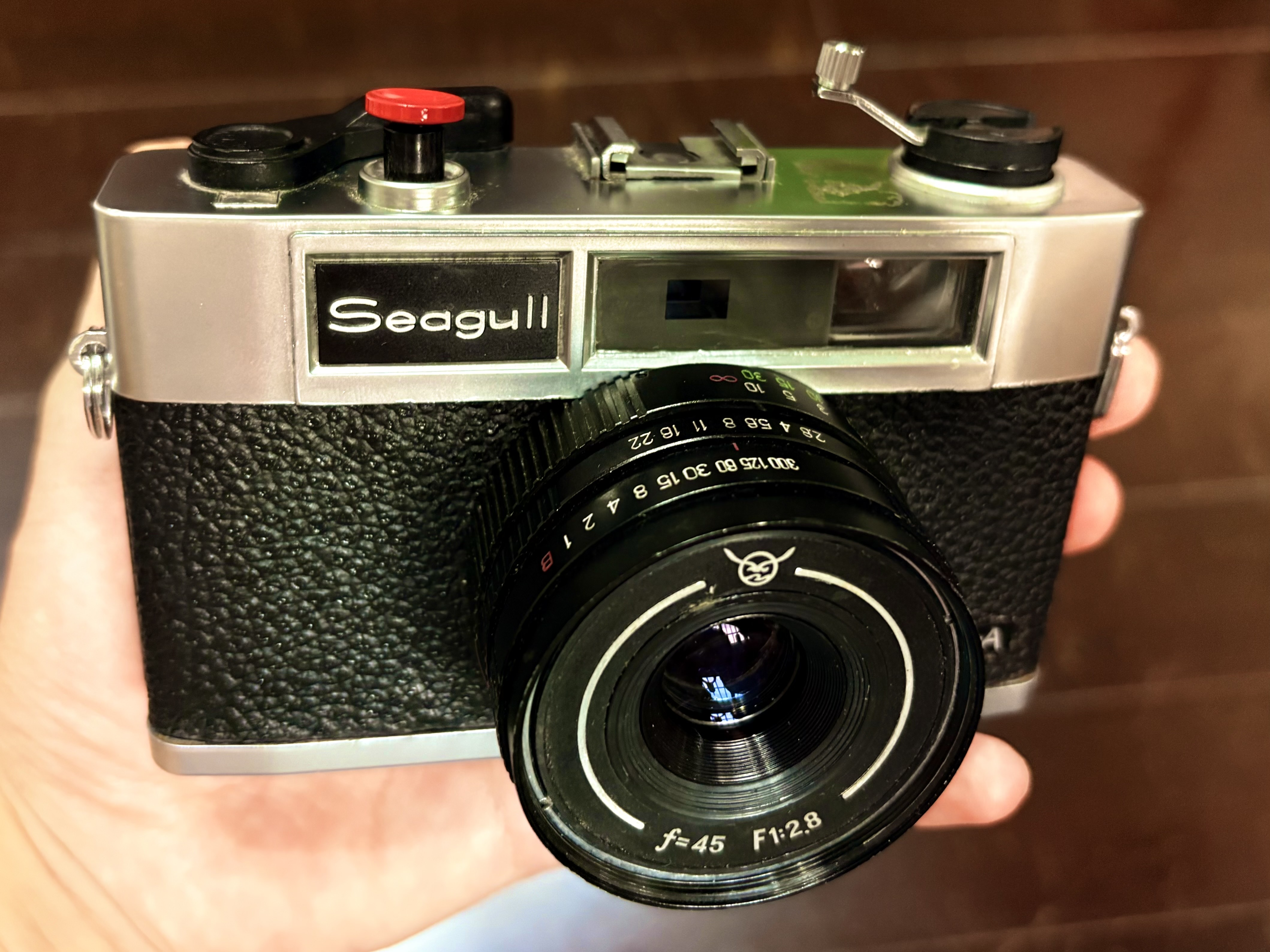
海鸥206-A旁轴相机

上海海鷗照相機有限公司（Seagull Camera）是一家影像器材制造企业，於1958成立，總部位于中国上海。

## 历史
前身为上海照相机厂，原以傳統照相機製造为主，现在主要製造單鏡頭反光系列相機、全自動平視取景照相機系列、雙鏡頭反光照相機系列，立體相機及多款定焦、變焦鏡頭，其它生産照相器材、有色光學玻璃、感光材料、箱包、健身器、光學飾品等其他産品，给日本的tekusa等OEM供給雙鏡頭反光照相機。是中國歷史最悠久、規模最大，中國國內唯一一家具有開發、生产製造各類單反相機、數碼相機、立體相機、全自動相機及各類照相器材的企業，已累計生产相机2066萬台。
2014年8月，海鸥相机宣布“归来”，在北京人民大会堂和上海星光摄影器材城同时推出两款高端产品：CK20和CF100。由于产能等原因，这两款产品一度供不应求，但局面没能持续多久。

## 下屬企業
- 上海有色光学玻璃有限公司
- 上海海鸥精密压铸有限公司
- 上海爱蓓儿光学玻璃有限公司
- 上海宏安物业管理有限公司
- 上海海鸥光学水晶礼品厂
- 上海海鸥照相器材有限公司
- 上海海鸥数码影像股份有限公司
- 上海海鸥通信设备有限公司
- 上海海鸥数码影像系统有限公司
- 上海海鸥精密模具冲压件有限公司
- 上海海鸥照相机精饰有限公司
- 上海海鸥数码影像股份有限公司镜头厂

## 主要生產照相机機型
- 海鸥4系列（4·4A·4B·4B1·4C）
- 上海203 120折叠式照相机
- 上海205 135旁轴照相机 (range finder)
- 海鸥DF系列（单眼反光式照相机）
- 上海58-Ⅰ·Ⅱ(range finder)
- 东风（中图章照相机）
- 红旗(range finder)
- 海鸥501 KJ·KE（紧凑照相机）

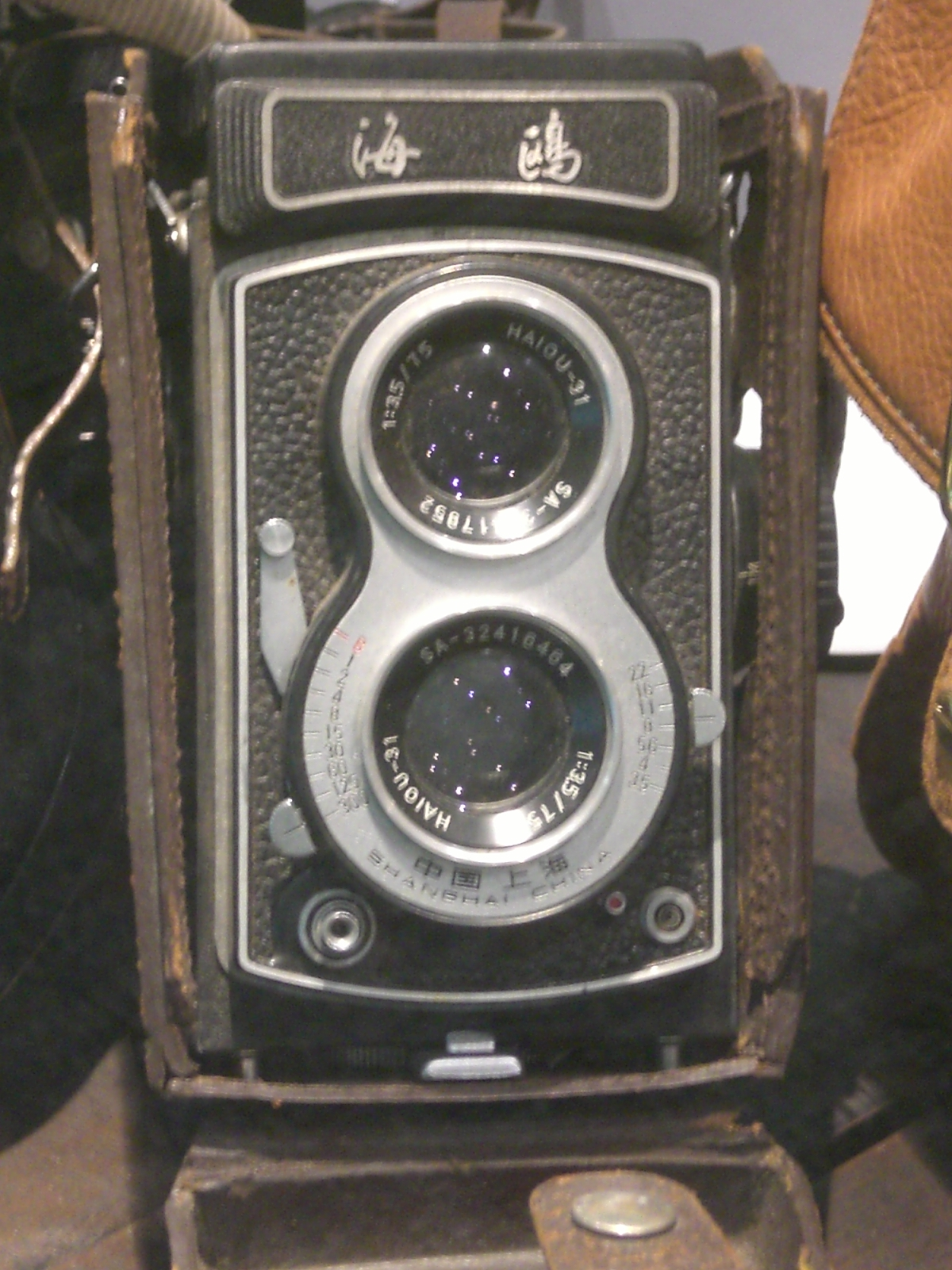
上海海鷗牌照相機
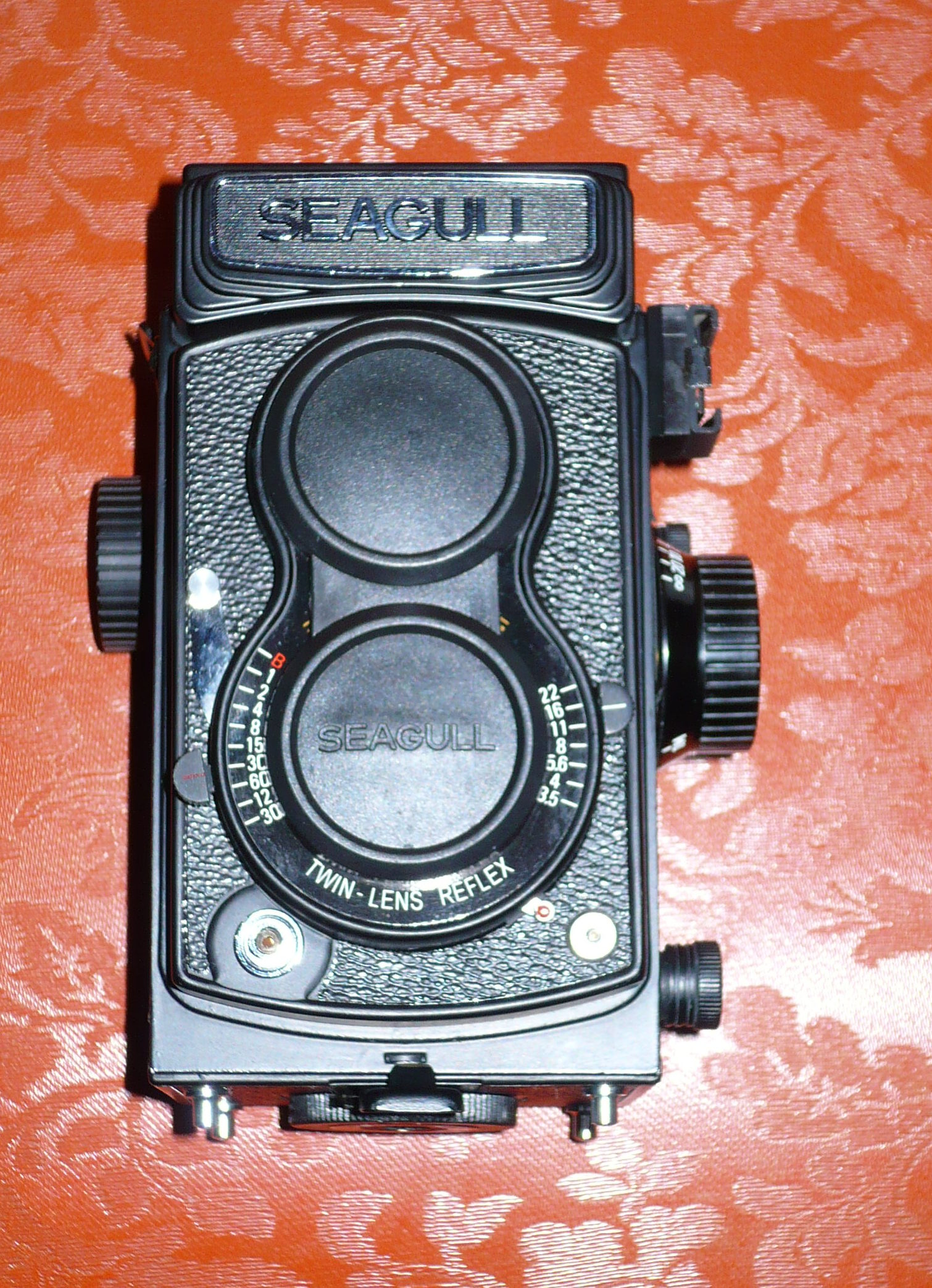
上海海鷗牌照相機
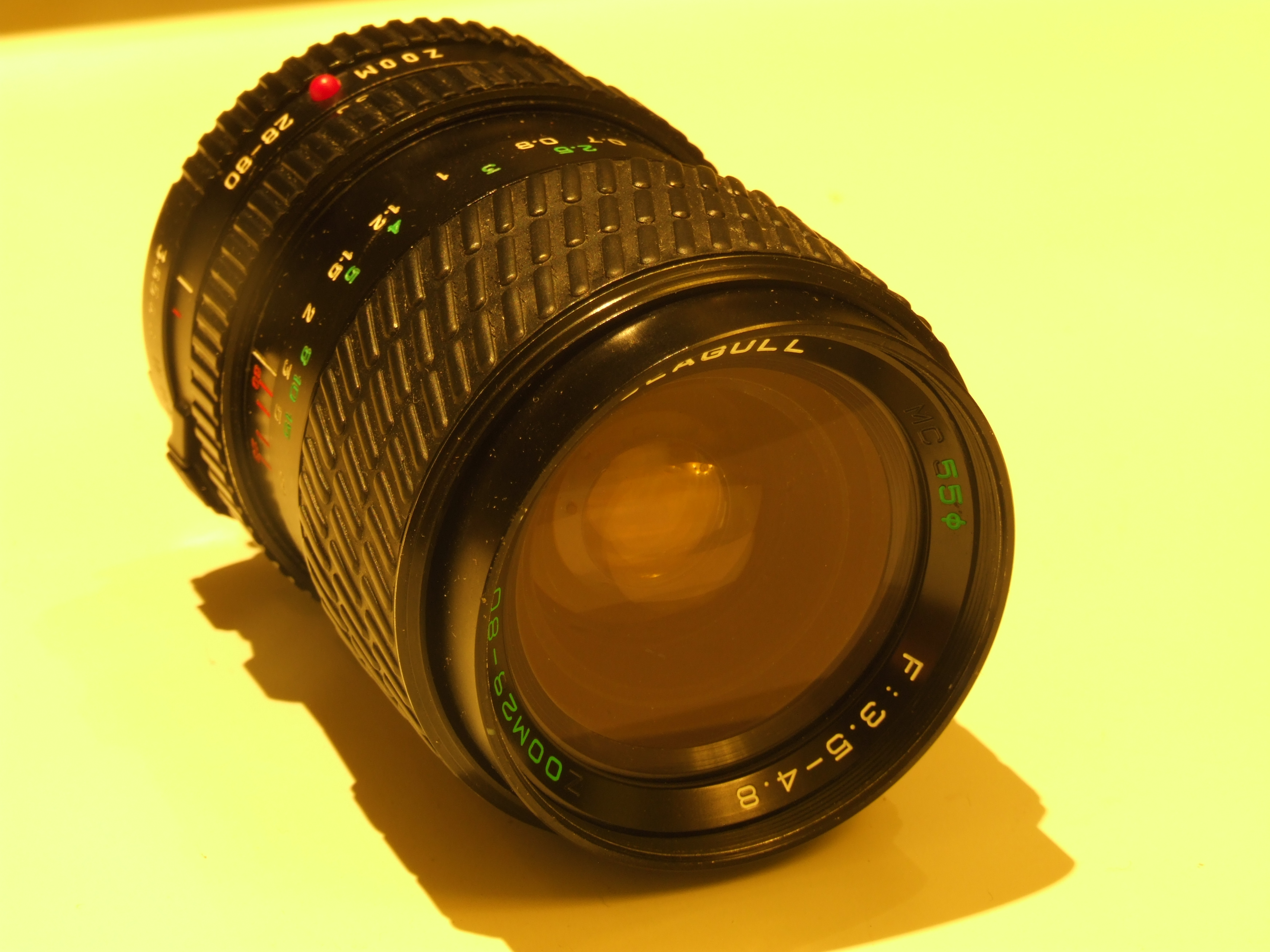
海鸥生产的用于美能达MD接环的28-80mm变焦镜头

## 外部連結
- 上海海鸥照相机有限公司（页面存档备份，存于）